# Marcel Kunz
Marcel Kunz (Gerlafingen, 24 maggio 1943 – Basilea, 22 luglio 2017) è stato un calciatore svizzero, di ruolo portiere.

## Carriera

### Nazionale
Ha collezionato 14 presenze con la propria Nazionale.

## Statistiche

### Cronologia presenze e reti in nazionale
| Cronologia completa delle presenze e delle reti in nazionale ― Svizzera | Cronologia completa delle presenze e delle reti in nazionale ― Svizzera | Cronologia completa delle presenze e delle reti in nazionale ― Svizzera | Cronologia completa delle presenze e delle reti in nazionale ― Svizzera | Cronologia completa delle presenze e delle reti in nazionale ― Svizzera | Cronologia completa delle presenze e delle reti in nazionale ― Svizzera | Cronologia completa delle presenze e delle reti in nazionale ― Svizzera | Cronologia completa delle presenze e delle reti in nazionale ― Svizzera |
| Data                                                                    | Città                                                                   | In casa                                                                 | Risultato                                                               | Ospiti                                                                  | Competizione                                                            | Reti                                                                    | Note                                                                    |
| ----------------------------------------------------------------------- | ----------------------------------------------------------------------- | ----------------------------------------------------------------------- | ----------------------------------------------------------------------- | ----------------------------------------------------------------------- | ----------------------------------------------------------------------- | ----------------------------------------------------------------------- | ----------------------------------------------------------------------- |
| 24-5-1967                                                               | Zurigo                                                                  | Svizzera                                                                | 7 – 1                                                                   | Romania                                                                 | Qual. Euro 1968                                                         | -1                                                                      |                                                                         |
| 1-10-1967                                                               | Mosca                                                                   | Unione Sovietica                                                        | 2 – 2                                                                   | Svizzera                                                                | Amichevole                                                              | -2                                                                      |                                                                         |
| 8-11-1967                                                               | Lugano                                                                  | Svizzera                                                                | 5 – 0                                                                   | Cipro                                                                   | Qual. Euro 1968                                                         | -                                                                       |                                                                         |
| 18-11-1967                                                              | Berna                                                                   | Svizzera                                                                | 2 – 2                                                                   | Italia                                                                  | Qual. Euro 1968                                                         | -2                                                                      |                                                                         |
| 23-12-1967                                                              | Cagliari                                                                | Italia                                                                  | 4 – 0                                                                   | Svizzera                                                                | Qual. Euro 1968                                                         | -4                                                                      | 84’                                                                     |
| 14-2-1968                                                               | Tel Aviv                                                                | Israele                                                                 | 2 – 1                                                                   | Svizzera                                                                | Amichevole                                                              | -1                                                                      | 45’                                                                     |
| 17-2-1968                                                               | Nicosia                                                                 | Cipro                                                                   | 2 – 1                                                                   | Svizzera                                                                | Qual. Euro 1968                                                         | -2                                                                      |                                                                         |
| 24-9-1969                                                               | Istanbul                                                                | Turchia                                                                 | 3 – 0                                                                   | Svizzera                                                                | Amichevole                                                              | -3                                                                      |                                                                         |
| 3-5-1970                                                                | Basilea                                                                 | Svizzera                                                                | 2 – 1                                                                   | Francia                                                                 | Amichevole                                                              | -1                                                                      |                                                                         |
| 17-10-1970                                                              | Berna                                                                   | Svizzera                                                                | 1 – 1                                                                   | Italia                                                                  | Amichevole                                                              | -1                                                                      |                                                                         |
| 20-12-1970                                                              | Ta' Qali                                                                | Malta                                                                   | 1 – 2                                                                   | Svizzera                                                                | Qual. Euro 1972                                                         | -1                                                                      |                                                                         |
| 5-5-1971                                                                | Losanna                                                                 | Svizzera                                                                | 2 – 4                                                                   | Polonia                                                                 | Amichevole                                                              | -1                                                                      | 45’                                                                     |
| 26-9-1971                                                               | Zurigo                                                                  | Svizzera                                                                | 4 – 0                                                                   | Turchia                                                                 | Amichevole                                                              | -                                                                       | 45’                                                                     |
| 13-10-1971                                                              | Basilea                                                                 | Svizzera                                                                | 2 – 3                                                                   | Inghilterra                                                             | Qual. Euro 1972                                                         | -3                                                                      |                                                                         |
| Totale                                                                  |                                                                         | Presenze                                                                | 14                                                                      |                                                                         | Reti                                                                    | -22                                                                     |                                                                         |

## Palmarès

### Club
- Campionato svizzero: 5

Basilea: 1966-1967, 1968-1969, 1969-1970, 1971-1972, 1972-1973
- Coppa Svizzera: 2

Basilea: 1966-1967,  1974-1975